# Poganek
Poganek (Peganum) – rodzaj roślin z rodziny łużnikowatych (Nitrariaceae). Obejmuje w zależności od ujęcia systematycznego cztery do sześciu gatunków. Rośliny te rosną w zachodniej i środkowej Azji. Zasięg jednego gatunku (P. harmala) obejmuje południową Europę i północną Afrykę. Jeden gatunek (P. mexicanum) występuje w Teksasie i Nowym Meksyku w Ameryce Północnej. Rośliny te rosną w miejscach suchych, często na siedliskach silnie zgryzanych. 

## Morfologia
PokrójByliny gęsto rozgałęzione, stąd o krzaczastym pokroju, osiągające do 0,3–0,5 m wysokości.
LiścieUlistnienie skrętoległe, głęboko podzielone na długie, równowąskie łatki, szarawe.
KwiatyZielonkawobiałe lub żółtawe. Działki kielicha w liczbie 4 lub 5, wąskie. W takiej samej liczbie występują wolne płatki korony. Pręcików jest 12–15. Słupek jest górny, utworzony z 2 lub 3 owocolistków, podzielony na szczycie.
OwoceWielonasienna, kulista torebka o średnicy ok. 1 cm.

## Systematyka
Pozycja według APweb (aktualizowany system APG III z 2009)
Przedstawiciel rodziny łużnikowatych (Nitrariaceae) z rzędu mydleńcowców (Sapindales) należących do grupy różowych z dwuliściennych właściwych. Zaliczany także do rodziny pogankowatych (Peganaceae) i parolistowatych (Zygophyllaceae).
Wykaz gatunków
- Peganum harmala L. – poganek rutowaty
- Peganum mexicanum A. Gray
- Peganum multisectum (Maxim.) Bobrov
- Peganum nigellastrum Bunge